# Normanby le Wold
Normanby le Wold est une paroisse civile et un village du Lincolnshire, en Angleterre.